# Cosmophasis valerieae
Espèce
Cosmophasis valerieae est une espèce d'araignées aranéomorphes de la famille des Salticidae.

## Distribution
Cette espèce est endémique d'Indonésie. Elle se rencontre à Sumbawa et à Java.

## Description
La carapace de la femelle holotype mesure 2,90 mm et celle du mâle paratype 2,37 mm.

## Étymologie
Cette espèce est nommée en l'honneur de Valerie Todd Davies.

## Publication originale
- Prószyński & Deeleman-Reinhold, 2010 : Description of some Salticidae (Araneae) from the Malay Archipelago. I. Salticidae of the Lesser Sunda Islands, with comments on related species. Arthropoda Selecta, vol. 19, no 3, p. 153-188 (texte intégral).